# Processo Haber-Bosch

Process flow diagram semplificato del processo di Haber-Bosch.

Il processo Haber-Bosch, noto anche semplicemente come processo Haber, è un metodo che permette la sintesi industriale dell'ammoniaca su larga scala utilizzando come reagenti azoto e idrogeno in presenza di un catalizzatore eterogeneo a base di ferro.
Storicamente il maggior problema legato alla sintesi dell'ammoniaca è rappresentato dalla difficoltà nello scindere il legame triplo che tiene uniti i due atomi di azoto per formare la molecola N2 (biazoto). Le elevate temperature che sarebbero necessarie per attuare tale scissione accelerando la cinetica di reazione, d'altra parte non favoriscono termodinamicamente la reazione di sintesi che diventa endoergonica ad alta temperatura. La scoperta e il successivo perfezionamento del sistema catalitico adoperato da Fritz Haber e Carl Bosch ha permesso di poter utilizzare temperature di esercizio sensibilmente minori.
L'ammoniaca, oltre a essere un'importante materia prima, ha molte applicazioni anche nella sintesi di altri prodotti tra cui i principali sono l'acido nitrico e i concimi. Altri importanti composti ottenuti dall'ammoniaca sono anche, per esempio, i sali di ammonio, ammine, ammidi, idrazine e cianuri.

## Storia
Il processo fu originariamente brevettato da Fritz Haber. Nel 1910 Carl Bosch, che in tale periodo lavorava per la BASF, diffuse commercialmente con successo il processo e si assicurò i successivi brevetti. Il processo Haber-Bosch fu utilizzato per la prima volta su scala industriale in Germania durante la prima guerra mondiale: i tedeschi importavano precedentemente dal Cile il nitrato di sodio, ma la richiesta di questo sale necessario per costruire munizioni belliche e le incertezze legate alle fonti di approvvigionamento suggerirono di adottare tale processo. In questo modo la Germania è riuscita ad assicurarsi le munizioni necessarie per tutta la durata della guerra. L'ammoniaca prodotta veniva ossidata per la produzione di acido nitrico sfruttando il processo Ostwald, l'acido prodotto veniva poi utilizzato per dare origine a vari nitrocomposti esplosivi usati nelle munizioni.

## I reagenti
L'insieme dei reagenti gassosi, vale a dire azoto e idrogeno in proporzione 1:3, costituisce quello che viene definito puro di sintesi. A sua volta il puro di sintesi viene ottenuto dal cosiddetto grezzo di sintesi, miscela gassosa che può essere ottenuta dalla gassificazione del carbone o da idrocarburi. Utilizzando gli idrocarburi quale fonte di grezzo di sintesi, generalmente si sfrutta gas naturale che può essere sottoposto a reforming con vapore o in alternativa a processo autotermico; quest'ultimo è un metodo impiantisticamente più economico e implica una ossidazione parziale dell'idrocarburo (per comodità potremmo dire del metano) in monossido di carbonio e idrogeno tramite l'utilizzo di una opportuna quantità di aria, in forno muffolato oltre i 1000 °C in presenza di catalizzatore nichel supportato da ossido di magnesio.
Il grezzo di sintesi, contenendo anche quantità di CO2 e CO in grado di interferire con la sintesi dell'ammoniaca, non può essere utilizzato tal quale ma richiede di essere convertito in puro di sintesi. Questi processi di conversione sfruttano comunemente la trasformazione di CO in CO2, l'assorbimento della CO2 e la trasformazione dei due gas e dell'ossigeno eventualmente presente tramite idrogenazione catalitica (metanazione, in quanto gli ossidi di carbonio producono metano che può essere riciclato).

## La reazione
Azoto e idrogeno reagiscono in rapporto 1:3 a temperatura ottimale tra 350-550 °C e pressione ottimale di 140-320 atm utilizzando magnetite quale promotore della catalisi. La reazione consiste in un equilibrio chimico in fase gassosa descritto dall'equazione stechiometrica
{\displaystyle {\ce {N2 (g) + 3 H2(g) <=> 2 NH3(g)}}}
La reazione è esoergonica a temperatura ambiente ed esotermica, sviluppa 92,4 kJ/mol. Le alte pressioni adoperate e la sottrazione dal reattore dell'ammoniaca prodotta spostano l'equilibrio verso destra.

## La catalisi
Originariamente il processo Haber-Bosch sfruttava osmio e uranio quali catalizzatori. Attualmente il catalizzatore utilizzato è il ferro, meno costoso e di più semplice reperimento. L'intero sistema catalitico consiste in una miscela di magnetite, protettori e attivatori. Appena introdotta nel reattore di sintesi, la magnetite subisce la seguente riduzione:
{\displaystyle {\ce {Fe3O4 (s) + 4 H2 (g) <=> 3 Fe (s) + 4 H2O (g)}}}
che porta alla produzione di cristalliti di ferro α che, a seguito della minima diminuzione di volume subita e della rimozione dell'ossigeno, assume una struttura molto porosa. Con l'usura e l'azione delle alte temperature i cristalliti tendono a trasformarsi in cristalli di ferro α, con conseguente perdita dell'attività catalitica. Per evitare tale fenomeno si aggiungono dei promotori strutturali quali l'ossido di alluminio.
Il meccanismo di reazione implicato nel processo di catalisi, in base all'adsorbimento superficiale, può così riassumersi:
- N2(g) ⇄ 2 Nads
- H2(g) ⇄ 2 Hads
- Nads + Hads ⇄ NHads
- NHads + Hads ⇄ NH2ads
- NH2ads + Hads ⇄ NH3ads
- NH3ads ⇄ NH3(g)

Il primo stadio, l'adsorbimento dissociativo dell'azoto, è lo stadio lento della sintesi dell'ammoniaca: l'aggiunta dei promotori elettronici, comunemente ossido di potassio, ha proprio il compito di favorire tale adsorbimento.

## Consumi energetici
Il processo di Haber-Bosch è il metodo per la produzione ammoniaca più utilizzato (circa il 96% dell'ammoniaca è prodotta con questo processo), ma al contempo è molto dispendioso dal punto di vista ambientale: infatti, è globalmente responsabile dell'1,2% di emissioni di anidride carbonica antropogenica (n.b. gran parte di queste emissioni sono causate dalla reazione di "steam methane reforming (SMR)" per la produzione di idrogeno, non dal processo Haber-Bosch; se si riuscisse a produrre idrogeno con minori emissioni, ad esempio attraverso l'elettrolisi dell'acqua o catturando la CO2 prodotta nel processo SMR, potremmo continuare ad utilizzare il processo Haber-Bosch per la sintesi di ammoniaca con minor impatto climatico), di fatto che sta spingendo i ricercatori a trovare metodi di produzione alternativi. Attualmente, gli impianti che utilizzano il processo di Haber-Bosch per produrre ammoniaca ricavano energia da gas naturale (50%), petrolio (31%) o carbone (19%).